# Мегри (река, впадает в Кинаспуоли)
Ме́гри — река в России, протекает по территории Поросозерского сельского поселения Суоярвского района Карелии.

## Общие сведения
Длина реки — 25 км, площадь водосборного бассейна — 405 км². Берёт начало в Кяльгозере. Втекает в озеро Кинаспуоли, соединяющееся короткой протокой с рекой Суной в 3,5 км западнее посёлка Поросозеро.

## Бассейн
К бассейну Мегри относятся озёра Упоз, Мегриярви, Кялкяярви, Нурмат, Совдозеро, Тумасозеро и Кягиярви, а также протока Мегри.

## Данные водного реестра
По данным государственного водного реестра России относится к Балтийскому бассейновому округу, водохозяйственный участок реки — Суна, речной подбассейн реки — Свирь (включая реки бассейна Онежского озера). Относится к речному бассейну реки Нева (включая бассейны рек Онежского и Ладожского озера).
Код объекта в государственном водном реестре — 01040100212102000015109.